# Jenny Kim
Jenny Kim (tiếng Hàn Quốc: 김제니; sinh ngày 22 tháng 11 năm 1994) là một người mẫu và nữ hoàng sắc đẹp người Hàn Quốc. Cô là người Hàn Quốc đầu tiên đăng quang Hoa hậu Siêu quốc gia 2017.

## Tiểu sử và cuộc sống

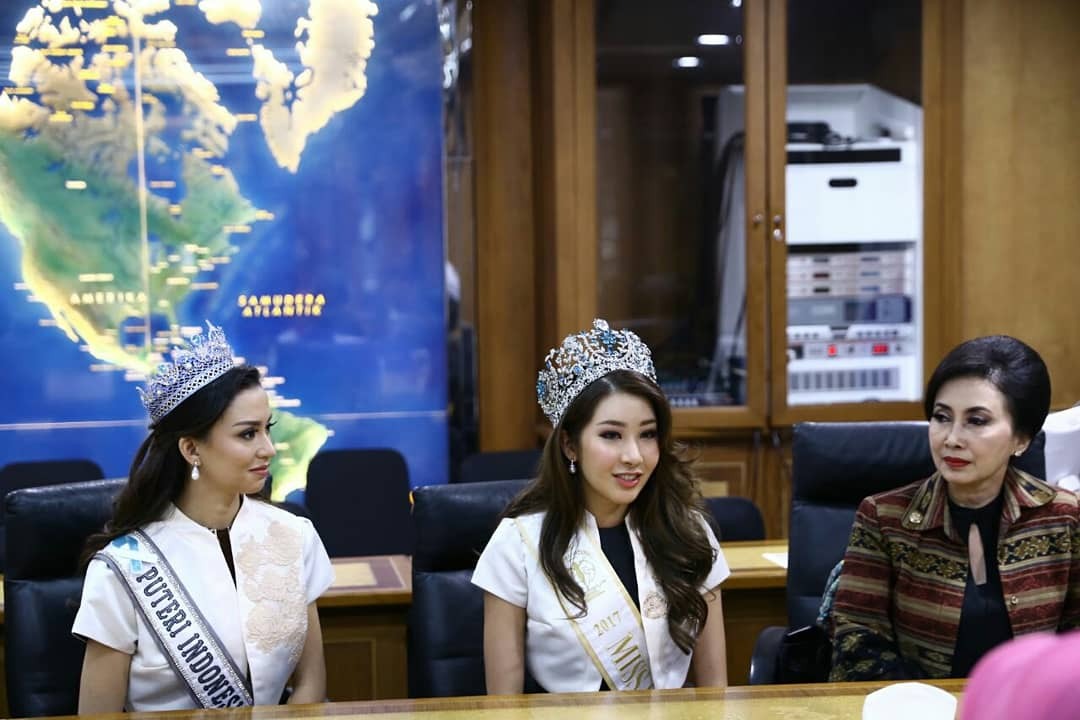
Kim (center) together with Karina Nadila Niab (left) and The Royal Highest Family of Surakarta Sunanate - Princess Putri Kuswisnuwardhani (right).

Kim sinh ra ở Seoul, Hàn Quốc. Cô chuyển đến Indonesia từ năm 1 tuổi và sống ở đó đến khi tốt nghiệp. Cô được học tại Trường liên văn hóa Jakarta và Trường quốc tế tưởng niệm Gandhi ở Jakarta trong 13 năm.
Sau đó, cô trở về Hàn Quốc và theo học tại Trường Đại học Nữ sinh Ewha với chương trình song bằng quản trị văn phòng quốc tế và tiếng Anh và văn học. Cô cũng tình nguyện làm phiên dịch viên tại Bảo tàng Quốc gia Indonesia ở Jakarta. Cô có thể nói tiếng Anh, tiếng Indonesia và tiếng Hàn Quốc.

## Các cuộc thi sắc đẹp

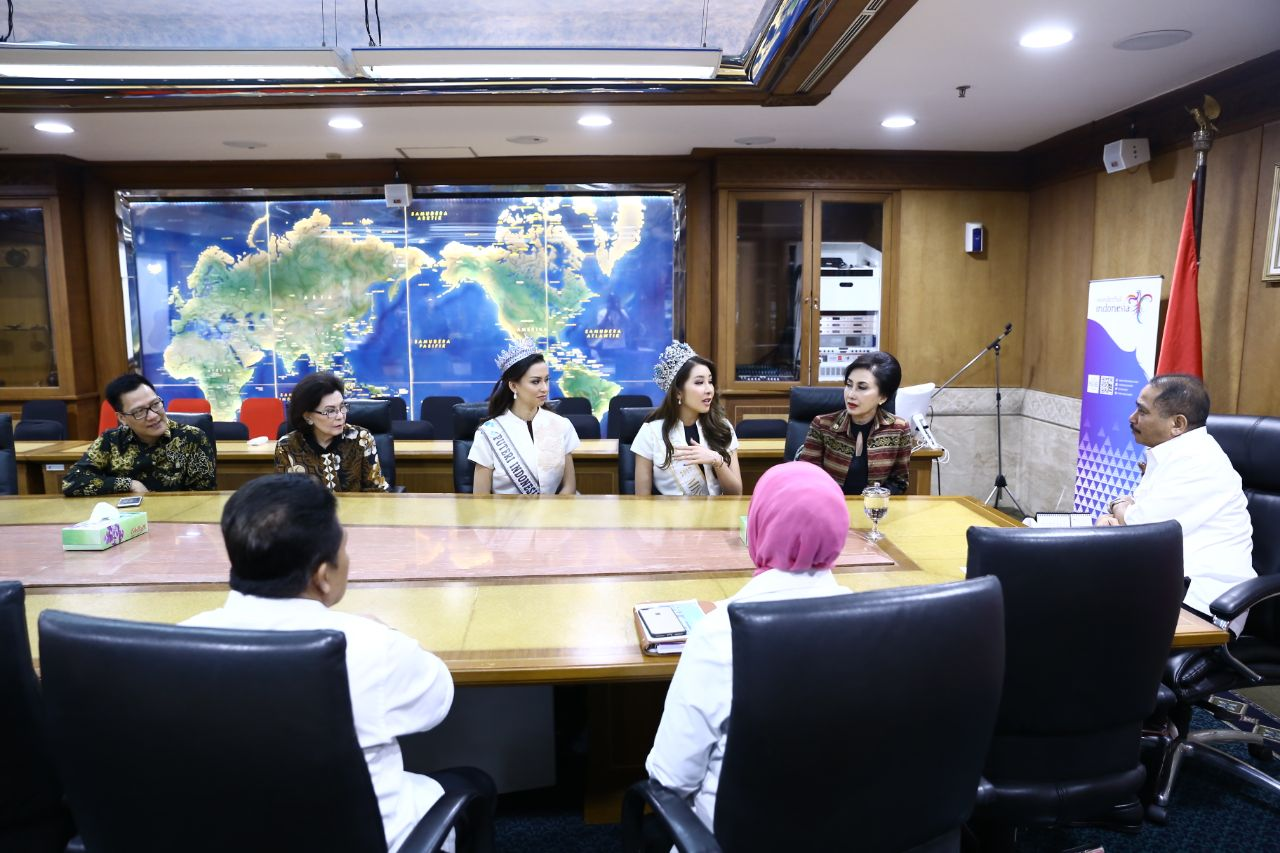
Kim cùng Hoa hậu Indonesia 2017 tại Indonesia.

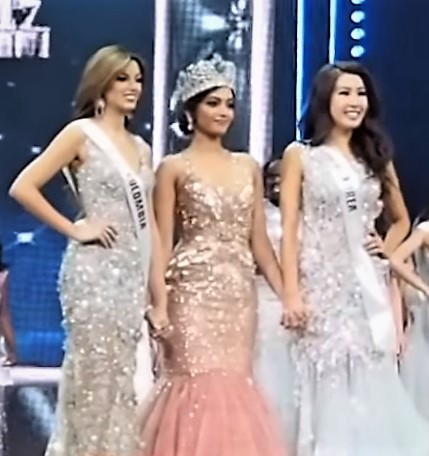
Từ trái qua: Tica Martinez, Á hậu 1; Srinidhi Shetty, Hoa hậu Siêu quốc gia 2016; Jenny, Hoa hậu Siêu quốc gia 2017.

Kim tin rằng sức mạnh lớn nhất của cô ấy trong các cuộc thi sắc đẹp là tính đa văn hóa của cô. Cô đã học tiếng Anh ở Indonesia, điều này cho phép cô tham gia các cuộc thi quốc tế và ghi nhận giáo viên trung học của cô vì đã khuyến khích cô tham gia cuộc thi, thậm chí còn gọi điện cho mẹ cô cho đến khi bà đồng ý. Cô nói rằng mình có nhiều người hâm mộ hơn ở Indonesia so với Hàn Quốc. Sau khi trở về Hàn Quốc, cô đã được đào tạo trong ba năm về các kỹ năng của cuộc thi như catwalk, thể dục, diễn thuyết và trang điểm.

### Hoa hậu Thế giới Hàn Quốc 2015
Cuộc thi đầu tiên của cô là Hoa hậu Thế giới Hàn Quốc 2015. Cô đoạt danh hiệu Á hậu 1, sau Hoa hậu là Miriam Wang Hyun.

### Hoa hậu Hoàn vũ 2016
Cô được chỉ định thi Hoa hậu Hoàn vũ 2016 bởi by Park Jeong-ah, Giám đốc quốc gia của Hoa hậu Hoàn vũ ở Hàn Quốc. (Hoa hậu Wang Hyun tham gia Hoa hậu Thế giới 2016.) Kim thi đấu cùng 85 thí sinh khác. Tuy không lọt vào Top 13 nhưng cô đã được giải phụ "Hoa hậu Thân thiện".

### Hoa hậu Siêu quốc gia 2017
Kim tiếp tục tham gia Hoa hậu Siêu quốc gia 2017 và giành chiến thắng. Cô là người đầu tiên đến từ Hàn Quốc đoạt vương miện ở các đấu trường quốc tế.
Trong nhiệm kỳ, cô đã đến Việt Nam, Trung Quốc, Nhật Bản, Myanmar, Malaysia, Ấn Độ và Indonesia. Cô ấy đã tham dự Miss Diva 2018 ở Ấn Độ, và trả lời phỏng vấn cũng như đưa ra lời khuyên cho các thí sinh. Kim dự đêm chung kết Hoa hậu Indonesia 2018, và là giám khảo đêm chung kết Hoa hậu Indonesia 2019. Cô đã giúp trao giải Emmy Kids Quốc tế tại Cannes Film Festival in 2018. Cô là người trao vương miện cho Nguyễn Thị Ngọc Châu trong đêm chung kết Hoa hậu Siêu quốc gia Việt Nam 2018 diễn ra tại Seoul.